# Aigars Kriķis
Aigars Kriķis (ur. 28 sierpnia 1954 w Rydze, zm. 15 lutego 1999 tamże) – łotewski saneczkarz reprezentujący ZSRR, złoty medalista mistrzostw świata.

## Kariera
Największy sukces w karierze osiągnął w 1978 roku, kiedy wspólnie z Dainisem Bremze zdobył złoty medal na mistrzostwach świata w Imst. W tym samym składzie reprezentanci ZSRR zajęli też trzecie miejsce w dwójkach podczas mistrzostw Europy w Hammarstrand w 1976 roku. W tym samym roku wystartował na też igrzyskach olimpijskich w Innsbrucku, zajmując trzynaste miejsce w jedynkach i ósme w dwójkach. Na rozgrywanych cztery lata później igrzyskach w Lake Placid był dziesiąty w dwójkach.